# Siapaea
Siapaea es un género botánico monotípico perteneciente a la familia de las asteráceas. Su única especie: Siapaea liesneri es originaria de Venezuela en Río Negro.

## Descripción
Las plantas de este género sólo tienen disco (sin rayos florales) y los pétalos son de color blanco, ligeramente amarillento blanco, rosa o morado (nunca de un completo color amarillo).

## Taxonomía
Siapaea liesneri fue descrita por John Francis Pruski  y publicado en Brittonia 48(2): 190–191, f. 1–2. 1996.